# هنري ديفيز
هنري ديفيز (بالإنجليزية: Henry Davies)‏ (2 فبراير 1865 في المملكة المتحدة - 4 ديسمبر 1934 في المملكة المتحدة) هو لاعب كريكت بريطاني. لعب مع نادي مقاطعة هامبشاير للكريكت ‏.

## وصلات خارجية
- هنري ديفيز على موقع إي آس بي آن كريك إنفو (الإنجليزية)